# Leonard Firestone

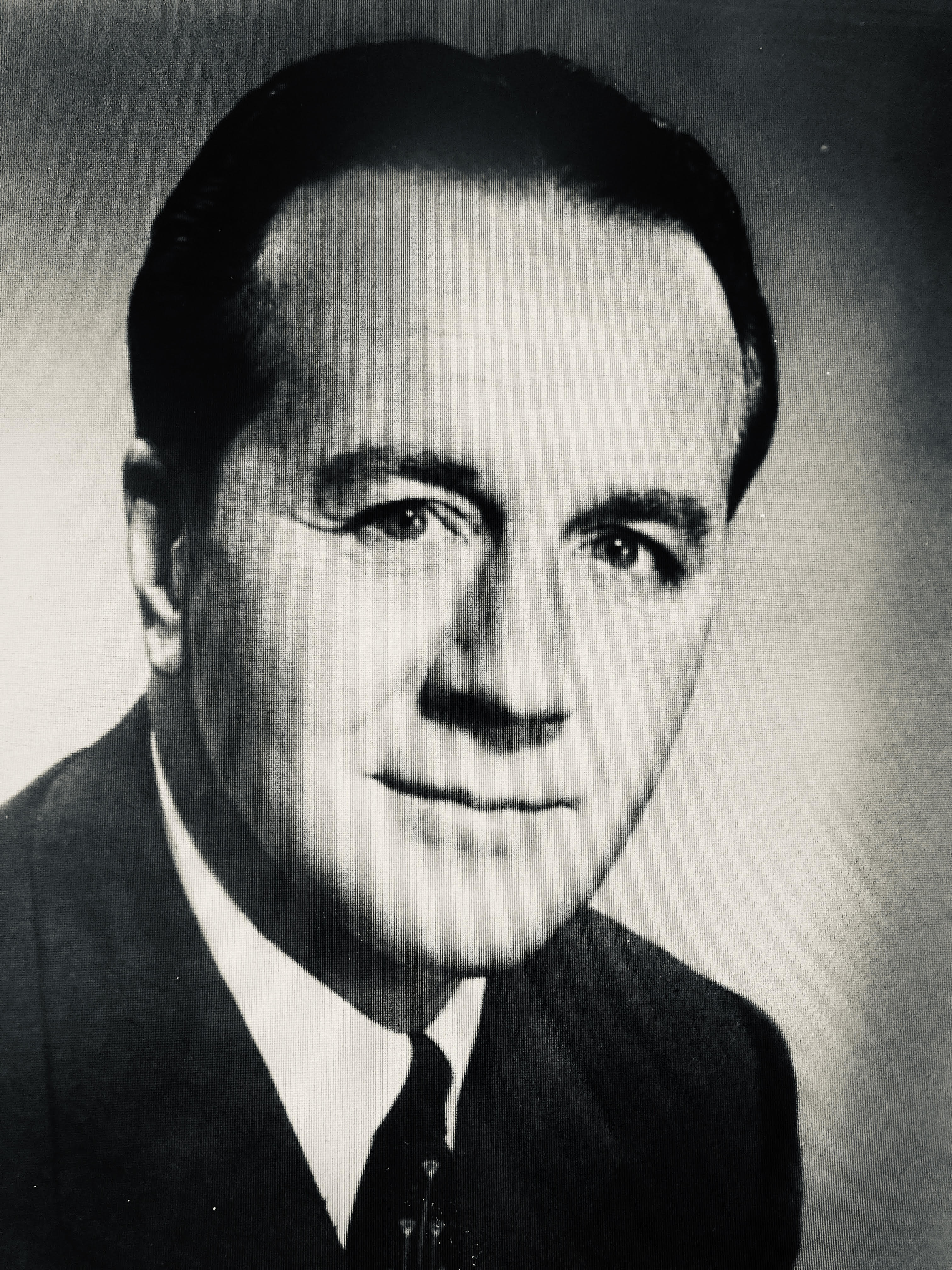
Leonard Firestone

Leonard Kimball Firestone (* 10. Juni 1907 in Akron, Ohio; † 24. Dezember 1996 in Pebble Beach, Kalifornien) war ein US-amerikanischer Unternehmer und Diplomat, der unter anderem zwischen 1943 und 1970 Präsident des Reifenherstellers Firestone Tire & Rubber Company sowie von 1974 und 1977 Botschafter der Vereinigten Staaten in Belgien war.

## Leben
Leonard Kimball Firestone war ein Sohn des Firmengründers und Unternehmers Harvey Samuel Firestone (1868–1938) und dessen Ehefrau Idabelle Smith Firestone (1874–1954). Nach dem Besuch der The Hill School in Pottstown begann er 1927 ein Studium an der Princeton University, welches er 1931 beendete. Er schloss sich der Studentenverbindung Alpha Kappa Psi an und engagierte sich als Trustee der University of Southern California (USC). Während des Zweiten Weltkrieges leistete er als Lieutenant Militärdienst in der US Navy. 1943 wurde er Präsident des Reifenherstellers Firestone Tire & Rubber Company und bekleidete diese Position bis 1970. Daneben war er zeitweise Vorstandsmitglied des Finanzdienstleistungsunternehmens Wells Fargo. Er engagierte sich im Los Angeles World Affairs Council (LAWAC), eine 1954 gegründete gemeinnützige, überparteiliche Organisation, die Rednerveranstaltungen, Debatten, Seminare und Filmvorführungen mit internationalen Themen organisiert. Des Weiteren engagierte er sich für den Bohemian Grove, ein etwa elf Quadratkilometer großes Gelände östlich von Monte Rio im US-Bundesstaat Kalifornien, in dem sich seit 1899 die ausschließlich männlichen Mitglieder des „Bohemian Club“, die vornehmlich aus der US-amerikanischen Elite aus Politik, Wirtschaft, Kunst und Medien rekrutiert werden, zu einem 15-tägigen Retreat mit Veranstaltungen aller Art treffen.
Firestone, der Mitglied der Republikanischen Partei war, wurde am 25. April 1974 zum Botschafter der Vereinigten Staaten in Belgien ernannt und übergab dort am 14. Juni 1974 als Nachfolger von Robert Strausz-Hupé seine Akkreditierung. Er verblieb auf diesem Posten bis zum 20. Januar 1977 und wurde daraufhin von Anne Cox Chambers abgelöst.
Leonard Firestone war drei Mal verheiratet. In erster Ehe heiratete er am 14. September 1932 Polly Curtis, die 1965 an Krebs verstarb. Aus seiner zweiten am 4. März 1966 geschlossenen Ehe mit Barbara Heatley Knickerbocker gingen die beiden Söhne Kimball C. Firestone und A. Brooks Firestone sowie die Tochter Lendy S. Brown hervor. Am 11. Januar 1987 heiratete er in dritter Ehe Caroline Hudson Lynch. Er verstarb an den Folgen einer respiratorischen Insuffizienz.